# John Isaac Briquet

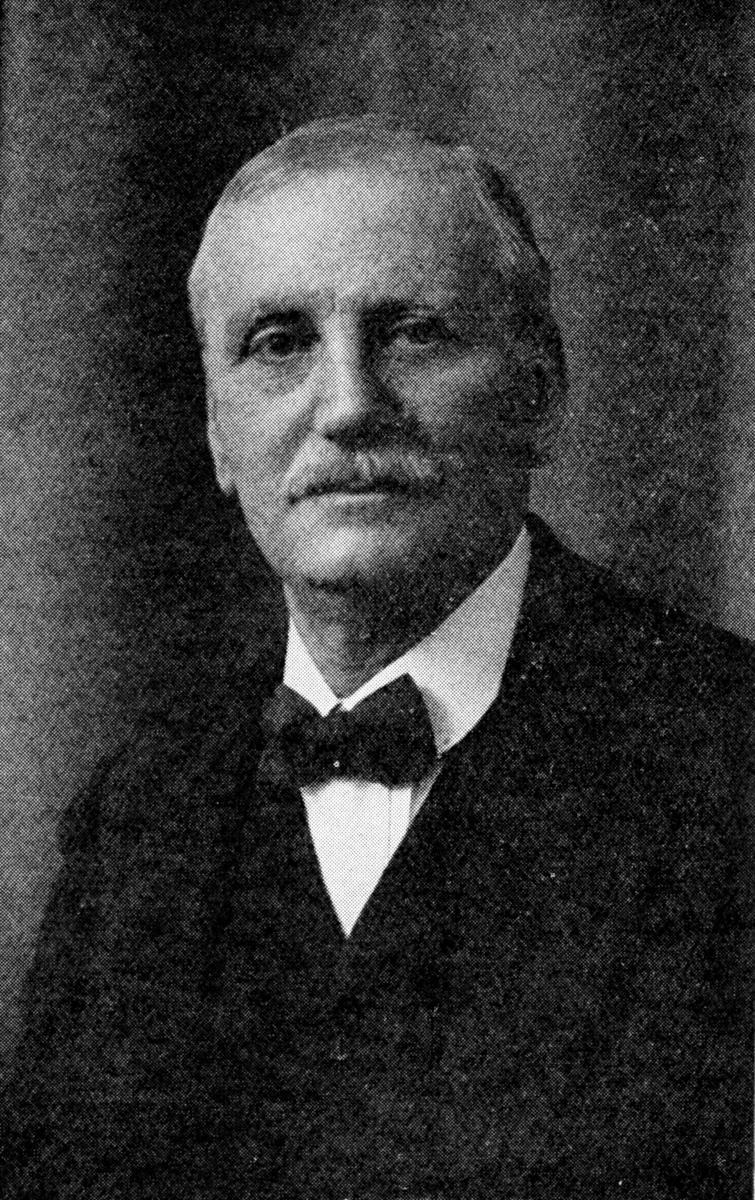
John Briquet

John Isaac Briquet (* 13. März 1870 in Genf; † 26. Oktober 1931 ebenda) war ein Schweizer Botaniker. Sein offizielles botanisches Autorenkürzel lautet „Briq.“.

## Leben
Briquet war der Sohn eines Papierhändlers und studierte Naturwissenschaften in Genf und Berlin. 1891 wurde er bei Johann Müller (Johannes Müller Argoviensis, 1828–1896) in Genf promoviert und ab 1896 war er Konservator am Botanischen Garten und der Botanischen Sammlung in Genf und von 1906 bis zu seinem Tod dessen Direktor.
Er befasste sich mit der Flora von Korsika, Nordafrika und der Seealpen und der Systematik von Blütenpflanzen, vor allem Lippenblütlern. Er befasste sich besonders mit der Gattung Hohlzahn (Galeopsis), über die er 1893 eine Monographie veröffentlichte. Ausserdem befasste er sich mit Geschichte der Botanik in der Schweiz und verfasste Biographien von Botanikern. Er war führend in seiner Zeit in den internationalen Bemühungen um eine einheitliche Pflanzen-Nomenklatur und war auf diesem Gebiet Nachfolger seines Lehrers Alphonse Pyrame de Candolle.
1912 bis 1921 war er Direktor der Schweizer Botanischen Gesellschaft. 1914 wählte man ihn in die American Academy of Arts and Sciences.

## Ehrungen
Briquet wurde 1930 Ehrendoktor in Cambridge. Er war Ritter der Ehrenlegion. Nach ihm benannt ist eine Gattung Briquetia Hochr. aus der Familie der Malvengewächse (Malvaceae), Briquetastrum Robyns & Lebrun aus der Familie der Lippenblütler (Lamiaceae) und Briquetina J.F.Macbr. aus der Familie der Icacinaceae.

## Schriften
- mit Émile Burnat, François Cavillier: Flore des Alpes Maritimes, 7 Bände, 1892 bis 1931
- mit René Verriet de Litardière: Prodrome de la flore Corse, 1910
- Biographies des botanistes suisses, 1906